# Хронологија Првог светског рата

## 1914.
- 28. јун — Атентат на надвојводу Франца Фердинанда, наследника Аустроугарског престола, који је убијен заједно са својом женом, војвоткињом Софијом.
- 23. јул — Аустроугарска шаље ултиматум Србији. Србија, рачунајући на помоћ Русије, одбија неке тачке ултиматума и објављује мобилизацију.
- 28. јул — Аустроугарска објављује рат Србији. Русија објављује мобилизацију. Велики рат почиње.
- 31. јул — Немачка тражи да Русија прекине мобилизацију. Русија одговара да је мобилизација усмерена само против Аустроугарске.
- 1. август — Немачка објављује рат Русији и започиње мобилизацију; Италија проглашава своју неутралност; Немачка и Османско царство потписују тајни споразум о савезништву.
- 2. август — Немачка напада Луксембург.
- 3. август — Немачка објављује рат Француској и напада Белгију да би дошла са бока француској војсци. Уједињено Краљевство протестује због кршења неутралности Белгије, која је гарантована споразумом.
- 4. август — Уједињено Краљевство објављује рат Немачкој.
- 5. август — Црна Гора објављује рат Аустроугарској; Османско царство затвара Дарданеле.
- 5. август — 16. август - Немачка опседа и заузима тврђаву Лијеж у Белгији.
- 6. август — Аустроугарска објављује рат Русији. Србија објављује рат Немачкој.
- 7. август — Британске експедиционе снаге стижу у Француску.
- 9. август — Црна Гора објављује рат Немачкој.
- 11. август — Француска објављује рат Аустроугарској.
- 14. август — 24. август - Битка на границама. Немачка побеђује британске експедиционе снаге и Пету француску армију.
- 16. август — 19. август - Србија побеђује Аустроугарску у бици на Церу.
- 17. август — Руска војска улази у Источну Пруску. Битка код Сталупонена.
- 17. август — 2. септембар - Битка код Таненберга: руска војска је тешко поражена од стране Немачке.
- 20. август — Немачка заузима Брисел.
- 22. август — Аустроугарска објављује рат Белгији.
- 23. август — Јапан објављује рат Немачкој.
- 23. август — 25. август - Битка код Красника. Аустроугарска Прва армија победила руску Четврту армију.
- 24. август — 7. септембар - Немци опседају и заузимају тврђаву Мауберж.
- 25. август — Јапан објављује рат Аустроугарској.
- 26. август — Британске и француске снаге нападају Тоголанд, немачки протекторат у западној Африци.
- 26. август — 27. август - Битка код Ле Катеуа. Савезници се повлаче.
- 26. август — 11. септембар - Битка код Лавова. Руси заузимају Лавов и померају фронт 200 km.
- 27. август — 7. новембар - Битка код Ћингдаоа. Британске и јапанске снаге заузимају немачку луку Ћингдао у Кини.
- 28. август — Британска морнарица добија Прву битку у Хелголандском заливу, Северно море.
- 29. август — 30. август - Битка код Сент Квентина, уредно повлачење Савезника.
- 30. август — Нови Зеланд окупирао Немачку Самоу (касније Западна Самоа).
- 3. септембар — 11. септембар - Аустроугарски пораз у бици код Рава Рушке.
- 5. септембар — 12. септембар - Прва битка на Марни. Немачко напредовање ја Паризу је заустављено, означавајући крах Шлифеновог плана.
- 7. септембар — 14. септембар - Прва битка на Мазурским језерима. Руска војска се повлачи из Источне Пруске уз тешке губитке.
- 8. септембар — 17. септембар - Други Аустроугарски покушај да нападне Србију доживљава неуспех.
- 11. септембар — 21. септембар - Аустралијске снаге заузеле Немачку Нову Гвинеју.
- 13. септембар — Јужноафричке трупе започеле напад на немачку Југозападну Африку.
- 13. септембар — 28. септембар - Прва битка на Ени се завршава обоструким повлачењем. Почиње Трка ка мору.
- 14. септембар — Ерих фон Фалкенхајн замењује Хелмута фон Молткеа на месту начелника немачке Врховне команде.
- 17. септембар — Започиње опсада Пшемисла.
- 28. септембар — 10. октобар - Немци опседају и заузимају Антверпен.
- 29. септембар — 31. октобар - Битка на реци Висли.
- 16. октобар — 31. октобар - Битка код Исера. Француске и белгијске снаге осигурале обале Белгије.
- 19. октобар — 22. новембар - Прва битка код Ипреса завршава Трку ка мору. Немци су спречени да не стигну да Калеа и Денкерка.
- 1. новембар — Русија објављује рат Османском царству. Битка код Коронела; одред крстарица Фон Шпеа побеђује флоту британске морнарице под Кристијаном Кредоком.
- 2. новембар — Прва битка на Атлантику. Уједињено Краљевство почиње поморску блокаду Немачке.
- 3. новембар — Црна Гора објављује рат Османском царству.
- 3. новембар — 5. новембар: Летов-Форбекове немачке колонијалне снаге побеђују Британце у бици код Танге, Немачка источна Африка.
- 5. новембар — Француска и Уједињено Краљевство објављују рат Османском царству.
- 6. новембар — Аустроугарска заузима Београд.
- 9. новембар — Битка код Кокоса, североисточни Индијски океан. Аустралијска крстарица Сиднеј уништила немачку крстарицу Емден.
- 11. новембар — 6. децембар - Битка код Лођа.
- 3. децембар — 15. децембар - Колубарска битка. Србија враћа Београд.
- 7. децембар — Изјава српске владе о ратним циљевима Србије.
- 8. децембар — Битка код Фолкландских острва. Фон Шпеова флота поражена од стране британске морнарице.
- 16. децембар — Немачка флота бомбардује Скарборо и Хартпул, Енглеска.
- 29. децембар — 2. јануар - Русија побеђује у бици код Сарикамиша, Кавказ.

## 1915.
- 2. јануар — Русија започиње офанзиву у Карпатима. Она ће се наставити до 12. априла.
- 19. јануар — Први напад цепелинина на Уједињено Краљевство.
- 24. јануар — Битка код Догер Бенка између британске и немачке флоте.
- 28. јануар — 3. фебруар - Турци не успевају да заузму Суецки канал.
- 4. фебруар — Немачка почиње подморнички рат против трговачких бродова.
- 7. фебруар — 22. фебруар - Друга битка на Мазурским језерима. Руска 10. армија је поражена.
- 19. фебруар — Британско-француски морнарички напад на Дарданеле.
- 10. март — 13. март - Битка код Нов Шапела. Након почетних успеха, британска офанзива је заустављена.
- 22. март — Завршила се опсада Пшемисла. Руси су заузели тврђаву.
- 22. април — 25. мај - У другој бици код Ипра, Немци први пут користе хемијско оружје.
- 25. април — Британске снаге се искрцавају код рта Хел, близу Галипоља. Потписан Лондонски споразум између Антанте и Италије.
- 28. април — Прва битка код Критија. Савезничко напредовање је одбијено.
- 1. мај — 3. мај - Офанзива Горлице-Тарнов; немачке трупе под командом генерала Аугуст фон Макензена пробијају руске линије у Галицији.
- 6. мај — 8. мај - Друга битка код Критија. Савезничко напредовање је још једном одбијено.
- 7. мај — Британски путнички брод Лујзитанија потопљен од стране немачке подморнице.
- 10. мај — Аустроугарска победила Русију код Јарослава. Лавов је опет у аустријским рукама.
- 12. мај — Виндхук, главни град немачке Југозападне Африке су окупирале јужноафричке трупе.
- 23. мај — Италија објављује рат Аустроугарској.
- 4. јун — Трећа битка код Критије. Још један неуспех Антанте. Руси напуштају Пшемисл.
- 22. јун — Офанзива Горлице-Тарнов. Аугуст фон Макензен још једном пробија руске линије у подручју Лавова.
- 23. јун — 7. јул - Прва битка на Сочи
- 27. јун — Аустроугарска поново улази у Лавов.
- 28. јун — 5. јул - Британци побеђују у бици код Гали Равине.
- 9. јул — Немачке снаге у Југозападној Африци су се предале.
- 18. јул — 3. август - Друга битка на Сочи
- 5. август — Немци заузимају Варшаву.
- 6. август — 29. август - Битка код Сари Баира. Последњи покушај Британаца да освоје Галипољско полуострво.
- 1. септембар — Немци суспендују неограничен подморнички рат.
- 8. септембар — Николај II смењује великог војводу Николаја Николајевича са места врховног команданта руске војске и сам преузима то место.
- 25. септембар — 28. септембар - Битка код Луса. Велика британска офанзива доживљава неуспех.
- 6. октобар — Србију нападају Немачка, Аустроугарска и Бугарска.
- 14. октобар — Бугарска објављује рат Србији.
- 15. октобар — Уједињено Краљевство објављује рат Бугарској.
- 16. октобар — Француска објављује рат Бугарској.
- 18. октобар — 4. новембар - Трећа битка на Сочи.
- 19. октобар — Италија и Русија објављују рат Бугарској.
- 27. октобар — Француска армија се искрцава код Солуна и уз помоћ британских и италијанских трупа, успоставља Солунски фронт.
- 10. новембар — 2. децембар - Четврта битка на Сочи.
- 22. новембар — 25. новембар - Битка код Ктесифона.
- 27. новембар — Српска војска је поражена. Она ће се повући до Јадранског мора и евакуисаће је италијанска и француска морнарица.
- 7. децембар — Почиње опсада Кута од стране Османског царства.
- 19. децембар — Даглас Хејг замењује Џона Френча на месту команданта британских експедиционих снага.

## 1916.
- 6. јануар — Битка код Мојковца
- 8. јануар — 16. јануар - Аустроугарска напада Црну Гору.
- 9. јануар — Галипољска кампања се завршава поразом Савезника и османлијском победом.
- 11. јануар — Крф запоседају Савезници.
- 24. јануар — Рајнхард Шер је именован командантом немачке Високе флоте.
- 25. јануар — Капитулација Црне Горе.
- 27. јануар — Регрутација уведена у Уједињеном Краљевству Законом о војној служби.
- 13. фебруар — 16. фебруар - Битка код Ерзурума
- 21. фебруар — почиње Верденска битка.
- 28. фебруар — Немачки Камерун се предао.
- 1. март — Немачка наставља неограничени подморнички рат.
- 1. март — 15. март - Пета битка на Сочи.
- 8. март — Битка код Дулајле; британски напори да избаве Кат не успевају.
- 18. април — Почиње офанзива код језера Нароч.
- 23. април — Ускршњи устанак ирских побуњеника против Уједињеног Краљевства.
- 29. април — Британске снаге опседнуте у Куту се предају Османском царству.
- 10. мај — Немачка суспендује неограничени подморнички рат.
- 15. мај — 10. јун - Аустроугарска експедиција у Трентину.
- 31. мај — 1. јун - Битка код Јиланда између британске Велике флоте и немачке Високе флоте.
- 4. јун — Почиње Брусиловљева офанзива.
- 5. јун — Почиње Арапски устанак у Хеџасу. Британски брод ХМС Хемпшир потопљен код Оркнијских острва; лорд Киченер гине.
- 10. јун — Паоло Босели наслеђује Антонија Саландра на месту премијера Италије.
- 1. јул — Почиње битка на Соми.
- 2. јул — Битка код Ерзикана.
- 14. јул — Битка код избочине Базентин (део битке на Соми).
- 23. јул — 7. август - Битка код Позијеа (део битке на Соми).
- 3. август — 5. август - Битка код Романијеа. Отомански напад на Британце на Синају не успева.
- 3. август — 17. август - Шеста битка на Сочи. Италијани су заузели Горицу (9. август).
- 18. август — 5. септембар - Битка код Гиљемонта (део битке на Соми).
- 27. август — Италија објављује рат Немачкој. Румунија улази у рат на страни Антанте. Њена армија ће бити поражена за неколико недеља.
- 29. август — Паул фон Хинденбург замењује Ерих фон Фалкенхајна месту начелника штаба немачке војске.
- 6. септембар — Централне силе стварају заједничку команду.
- 9. септембар — Битка код Гиншија (део битке на Соми).
- 10. септембар — 19. новембар - Савезничка офанзива на Солунском фронту.
- 14. септембар — 17. септембар - Седма битка на Сочи.
- 15. септембар — Битка код Флерс-Корселета (последња офанзива у бици на Соми); Британци први пут користе тенкове у историји.
- 20. септембар — Брусиловљева офанзива се завршава са значајним руским успесима.
- 25. септембар — Битка код Морвала (део битке на Соми).
- 26. септембар — 28. септембар - Битка код избочине Дијепвал (део битке на Соми).
- 30. септембар — Српска војска освојила Кајмакчалан.
- 1. октобар — 5. новембар - Битка код Ле Транслоја (део битке на Соми).
- 9. октобар — 12. октобар - Осма битка на Сочи.
- 24. октобар — Французи заузимају Форт Дуамонт близу Вердена у Верденској бици, која је трајала од 21. фебруара.
- 1. новембар — 4. новембар - Девета битка на Сочи.
- 13. новембар — 15. новембар - Битка код Анкре (последња фаза битке на Соми)
- 18. новембар — Битка на Соми се завршава са огромним губицима на обе стране и без победника.
- 21. новембар — Умире Франц Јозеф I, а наслеђује га Карл I.
- 25. новембар — Дејвид Бити замењује Џона Џеликоа на месту команданта Велике флоте. Џелико постаје Први лорд мора.
- 5. децембар — 7. децембар - Премијер Уједињеног Краљевства Хенри Ексвит подноси оставку и наслеђује га Дејвид Лојд Џорџ.
- 6. децембар — Немци заузимају Букурешт.
- 13. децембар — Робер Нивел замењује Жозефа Жофра на месту врховног команданта француске војске.
- 23. децембар — Битка код Магдхабе на Синајском полуострву.
- 27. децембар — Тоголанд је подељен у британску и француску административну зону.
- 29. децембар — Григориј Распућин је убијен.

## 1917.
- 9. јануар — Битка код Рафе; Британци су истерали Турке са Синаја.
- 16. јануар — Немачки министар спољних послова Артур Цимерман шаље телеграм свом амбасадору у Мексику, дајући му инструкције да предложи мексичкој влади савез против САД.
- 1. фебруар — Немачка наставља неограничени подморнички рат.
- 21. фебруар — 25. март - Топлички устанак у Србији.
- 23. фебруар — Друга битка код Кута; Британци поново освајају град.
- 25. фебруар — 5. април - Немци се повлаче до Хиндербургове линије.
- 1. март — Арс фон Штраусенберг замењује Конрада фон Хецендорфа на месту начелника штаба аустроугарске војске.
- 8. март — 11. март - Британци освајају Багдад.
- 15. март — Руски цар Николај II абдицира. Именована привремена влада.
- 26. март — Прва битка код Газе; Британски напори да се заузме град не успевају.
- 2. април — 5. јун - Солунски процес против пуковника Драгутина Димитријевића Аписа и чланова Црне руке.
- 6. април — САД објављују рат Немачкој.
- 9. април — 12. април - Канађани постижу значајну победу у бици код избочине Вими.
- 16. април — 9. мај - Друга битка на Ени (Нивелова офанзива) се завршава катастрофом и за француску војску и њеног команданта Робера Нивела.
- 19. април — Друга битка код Газе. Отоманске линије су издржале британски напад.
- 21. април — Битка код Доверског мореуза. Неуспешан немачки покушај да ослабе одбрану Ламанша.
- 29. април — 20. мај - Серија побуна у француској војсци.
- 5. мај — 15. мај - Савезничка офанзива на Солунском фронту.
- 9. мај — 16. мај - Битка код Араса; Британци су напали добро утврђену немачку линију без постизања стратешког пробоја.
- 12. мај — 6. јун - Десета битка на Сочи.
- 15. мај — Филип Петен замењује Робера Нивела на месту врховног команданта француске војске.
- 23. мај — Битка код Маунт Хермаде.
- 7. јун — 8. јун - Британци поново освајају избочину Месина.
- 10. јун — 29. јун - Битка код Маунт Ортигара.
- 12. јун — Грчки краљ Константин I абдицира.
- 25. јун — Први амерички војници се искрцавају у Француској.
- 1. јул — 19. јул - Офанзива Керенског не успева; то је последња руска иницијатива у рату.
- 6. јул — Арапски побуњеници предвођени Лоренсом од Арабије освајају јорданску луку Акаба.
- 20. јул — Крфска декларација о будућности Краљевине Југославије.
- 31. јул — Почиње битка код Пашендала.
- 6. август — 20. август - Битка код Марасетија.
- 18. август — 28. август - Једанаеста битка на Сочи.
- 8. септембар — Пуч генерала Корнилова у Русији не успева.
- 27. септембар — 28. септембар - Битка код Рамадија.
- 25. октобар — 4. новембар - Битка код Кобарида. Аустријанци и Немци пробијају италијанске линије. Италијанска војска је поражена и повлачи се до реке Пијаве.
- 30. октобар — Виторио Емануеле Орландо наслеђује Паола Боселија не месту премијера Италије.
- 31. октобар — 7. новембар - Трећа битка код Газе; Британци пробијају отоманске линије.
- 2. новембар — Балфорова декларација; британска влада подржава план за јеврејски „национални дом“ у Палестини.
- 5. новембар — Савезници се договарају да успоставе Врховни ратни савет у Версају.
- 7. новембар — Почиње Октобарска револуција у Русији. Бољшевици освајају власт.
- 8. новембар — Армандо Дијаз замењује Луиђија Кадорна на месту врховног команданта италијанске војске.
- 9. новембар — 28. децембар - Прва битка на Пијави; Аустријанци и Немци безуспешно покушавају да пређу реку.
- 10. новембар — Битка код Пашендала се завршава нерешено.
- 13. новембар — Жорж Клемансо замењује Пола Пенлева на месту премијера Француске.
- 17. новембар — Друга битка у Хелголандском заливу.
- 20. новембар — 3. децембар - Битка код Камбраја. Британски напад не успева и битка се завршава нерешеним исходом.
- 7. децембар — САД објављују рат Аустроугарској.
- 8. децембар — 26. децембар - Битка код Јерусалима; Британци улазе у град (11. децембар).
- 23. децембар — Русија склапа примирје са Немачком.

## 1918.
- 8. јануар — Вудро Вилсон даје предлог својих 14 тачака.
- 18. јануар — Борбе се настављају на Источном фронту.
- 21. фебруар — Британци заузимају Јерихон.
- 3. март — У Брест-Литовску, Лав Троцки потписује мир са Немачком.
- 21. март — Прва фаза Пролећне офанзиве. Немци стичу Пирову победу.
- 23. март — 7. август - Артиљеријска бомбардовања Париза.
- 26. март — Француски маршал Фердинанд Фош именован Врховним командантом савезничких снага.
- 4. април — 30. април - Друга фаза Пролећне офанзиве; резултат је разочаравајући за Немце.
- 7. мај — Букурештански мир између Румуније и Централних сила; никада неће бити усвојен.
- 27. јун — 6. јун - Трећа битка на Ени (трећа фаза Пролећне офанзиве); након почетних успеха, немачко напредовање је заустављено.
- 9. јун — 12. јун - Последња фаза Пролећне офанзиве; упркос значајним територијалним освајањима, Немци нису постигли своје стратешке циљеве.
- 13. јун — 23. јун - Битка на Пијави; аустроугарска офанзива је одбијена.
- 15. јул — 5. август - Друга битка на Марни и последња немачка офанзива на Западном фронту, која није успела када су Французи кренули у противнапад.
- 8. август — 11. август - Битка код Амијена, прва фаза Стодневне офанзиве.
- 12. септембар — Битка код Хавринкора, фаза Стодневне офанзиве.
- 15. септембар — Почетак офанзиве на Солунском фронту; српска војска врши пробој.
- 18. септембар — 10. октобар - Битка на Хиндербурговој линији, фаза Стодневне офанзиве. Савезници се пробијају кроз немачке линије.
- 19. септембар — 21. септембар - Битка код Мегида; Британци освајају Палестину.
- 26. септембар — 11. новембар - Офанзива Меса-Аргон, последња фаза Стодневне офанзиве и Првог светског рата.
- 29. септембар — Савезници пробијају бугарске линије код Доброг Поља.
- 30. септембар — Бугарска потписује примирје са Савезницима.
- 1. октобар — Британци улазе у Дамаск.
- 20. октобар — Немачка суспендује подморнички рат.
- 24. октобар — 4. новембар - Битка код Виторија Венета. Аустроугарска војска је разбијена. Италијани улазе у Тренто и искрцавају се у Трсту.
- 29. октобар — Вилхелм Гренер замењује Ериха Лудендорфа на месту Хидербурговог заменика.
- 29. октобар — Побуне у немачкој Хошенфлоти.
- 30. октобар — Османско царство потписује примирје са савезницима.
- 3. новембар — Аустроугарска потписује примирје са Италијом, које ступа на снагу 4. новембра.
- 9. новембар — Немачки цар Вилхелм II абдицира. Проглашена је република.
- 10. новембар — Аустроугарски цар Карл I абдицира.
- 11. новембар — Немачка потписује примирје. Крај борби.
- 12. новембар — Аустрија проглашава републику.
- 14. новембар — Чехословачка проглашава своју независност. Немачке подморнице су заробљене.
- 21. новембар — Немачка Флота високог мора се предала Уједињеном Краљевству.
- 23. новембар — 12 дана након примирја, генерал Паул фон Летов-Форбек предаје своју непобеђену армију код Аберкома у данашњој Замбији.
- 27. новембар — Немци се повлаче из Белгије.
- 1. децембар — Проглашена Краљевина Срба, Хрвата и Словенаца.

## 1919.
- 3. јануар — Фејсал-Вајцманов споразум између Арапа и Јевреја у Палестини и на Блиском истоку.
- 18. јануар — Мировна конференција почиње у Паризу.
- 25. јануар — Прихваћен предлог да се оснује Лига народа.
- 21. јун — Немачка Хоченфлота је потопљена у теснацу Скапа.
- 28. јун — Версајски мир између Савезника и Немачке.
- 8. јул — Немачка усваја Версајски мир.
- 21. јул — Уједињено Краљевство усваја Версајски мир.
- 10. септембар — Сен-Жерменски мир између Савезника и Аустрије.
- 27. новембар — Нејски мировни уговор између Савезника и Бугарске.

## 1920.
- 10. јануар — Први састанак Лиге народа одржан у Њујорку. Званичан крај Првог светског рата. Успостављен Слободан град Данцинг.
- 21. јануар — Париска конференција се завршава.
- 10. фебруар — Референдум враћа Северни Шлезвиг Данској.
- 19. април — 26. април - Конференција у Сан Рему око мандата Лиге народа у бившим отоманским територијама на Блиском истоку.
- 4. јун — Тријанонски споразум између Савезника и Мађарске.
- 10. август — Мир у Севру између Савезника и Османског царства. Мир није признао Турски национални покрет, који је сматрао владу у Истанбулу нелегитимном.
- 8. септембар — Габријеле Д'Анунцио проглашава у Ријеци италијанско регентство Кварнера.
- 1. новембар — Седиште Лиге народа премештено у Женеву.
- 12. новембар — Рапалски споразум између Италије и Југославије. Задар је припојен Италији и успостављена је Слободна Држава Ријека.
- 15. новембар — Лига народа држи своје прво генерално заседање.

## 1921.
- 13. октобар — Карски мир између бољшевичке Русије и Турске.

## 1922.
- 6. фебруар — Вашингтонски поморски споразум, који ограничава тежину бродова, потписале Француска, Италија, Јапан, Уједињено Краљевство и Сједињене Америчке Државе.
- 10. април — 19. мај - Ђеновска конференција. Представници 34 земље дискутују о економији пре Великог рата.
- 16. април — Рапалски мир између Немачке и бољшевичке Русије нормализује дипломатске односе.
- 11. септембар — Карски мир усвојен у Јерменији.

## 1923.
- 24. јул — Мир у Лозани између Савезника и Турске, наследнице Османског царства. Он замењује мир у Севру.

## 1924.
- 27. јануар — Римски споразум између Италије и Југославије. Ријека је припојена Италији, а оближњи град Сушак је предат Југославији.